# Pitkin County
Pitkin County je okres ve státě Colorado ve Spojených státech amerických. K roku 2010 zde žilo 17 148 obyvatel. Správním městem okresu je Aspen. Celková rozloha okresu činí 2 521 km². Byl pojmenován podle republikánského politika Fredericka Walkera Pitkina.